# Lithobates blairi
Espèce
Synonymes
- Rana blairi Mecham, Littlejohn, Oldham, Brown & Brown, 1973

Statut de conservation UICN

 LC  : Préoccupation mineure
Lithobates blairi est une espèce d'amphibiens de la famille des Ranidae.

## Répartition
Cette espèce est endémique du centre des États-Unis. Elle se rencontre entre 110 et 2 590 m d'altitude au Dakota du Sud,  au Nebraska, en Iowa, en Illinois, en Indiana, au Missouri, au Kansas,  au Colorado, en Oklahoma, en Arkansas, au Texas, au Nouveau-Mexique et en Arizona,.

## Description
Lithobates blairi mesure de 50 à 80 mm et est de couleur brune avec des taches sombres sur le dos. Elle a des pattes arrière longues et puissantes lui permettant de faire des sauts importants.

## Étymologie
Le nom de cette espèce a été choisi en hommage à William Franklin Blair, zoologiste américain.

## Publication originale
- Mecham, Littlejohn, Oldham, Brown, & Brown, 1973 : A new species of leopard frog (Rana pipiens complex) from the plains of the central United States. Occasional Papers. The Museum, Texas Tech University, vol. 18, p. 1-11.